# Кубок РСФСР по хоккею с шайбой 1975
Тринадцатый розыгрыш Кубка РСФСР по хоккею с шайбой должен был пройти с участием всех российских команд второй лиги класса «А», но точно состоялись только игры первых двух этапов, возможно были сыграны 1/4 и 1/2 финала. По регламенту соревнований финалисты должны были получить право сыграть в кубке СССР следующего сезона, но он прошёл без участия представителей союзных республик.
Команды западной и восточной зон лиги играли раздельно, за исключением «Маяка», который проводил матчи с командами восточной зоны.

## Список участников
| Команды класса «А» (Вторая лига) | Команды класса «А» (Вторая лига) | Команды класса «А» (Вторая лига) | Команды класса «А» (Вторая лига) |
| --- | --- | --- | -------------------------------- |
| - «Апатитстрой» Апатиты - «Ижсталь» Ижевск - «Кристалл» Электросталь - «Маяк» Куйбышев - «Металлург» Череповец - «Мотор» Барнаул - «Нефтяник» Ухта | - «Олимпия» Кирово-Чепецк - «Полёт» Горький - «Рубин» Тюмень - «Спутник» Нижний Тагил - «Станкостроитель» Рязань - «Старт» Верхняя Салда - «Титан» Березники | - «Торпедо» Ярославль - «Шахтёр» Прокопьевск - «Шторм» Ленинград - СК «Южный Урал» Орск - СК им. Урицкого Казань - СКА Новосибирск - СКА Хабаровск |                                  |

## 1/16 финала
| 04.12.1974 | СК им. Урицкого Казань | «Ижсталь» Ижевск        | 4:6 |
| 09.12.1974 | «Спутник» Нижний Тагил | «Старт» Верхняя Салда   | 8:2 |
| 15.12.1974 | «Полёт» Горький        | «Олимпия» Кирово-Чепецк | 3:4 |
| 22.10.1974 | «Металлург» Череповец  | «Апатитстрой» Апатиты   | ?   |
| 05.01.1975 | «Торпедо» Ярославль    | «Нефтяник» Ухта         | 9:3 |

## 1/8 финала
| 15.12.1974 | «Шахтёр» Прокопьевск    | «Мотор» Барнаул          | 7:2  |
| 05.01.1975 | «Спутник» Нижний Тагил  | «Рубин» Тюмень           | 7:3  |
| 05.01.1975 | «Ижсталь» Ижевск        | «Титан» Березники        | 0:2  |
| 05.01.1975 | «Олимпия» Кирово-Чепецк | «Станкостроитель» Рязань | 3:6  |
| 01.04.1975 | «Кристалл» Электросталь | «Торпедо» Ярославль      | 11:3 |
| 13.12.1974 | СКА Новосибирск         | СКА Хабаровск            | ?    |
| ??.??.197? | «Маяк» Куйбышев         | СК «Южный Урал» Орск     | ?    |
| ??.??.197? | ?                       | «Шторм» Ленинград        | ?    |

## 1/4 финала
| 27.03.1975 | «Станкостроитель» Рязань | «Титан» Березники    | +:- |
| ??.??.1975 | «Спутник» Нижний Тагил   | «Маяк» Куйбышев      | +:- |
| ??.??.1975 | ?                        | «Шахтёр» Прокопьевск | ?   |
| ??.??.1975 | «Кристалл» Электросталь  | ?                    | ?   |

## 1/2 финала
| ??.??.19?? | «Шахтёр» Прокопьевск     | «Спутник» Нижний Тагил | в:п |
| ??.??.19?? | «Станкостроитель» Рязань | ?                      | ?   |

## Финал
Не состоялся.